# Una vita venduta
Pour plus de détails, voir Fiche technique et Distribution.
Una vita venduta est un film de guerre italien écrit et réalisé par Aldo Florio et sorti en 1976.
La bande originale du film est composée par Ennio Morricone.
Le film, inspiré d'une nouvelle de l'écrivain Leonardo Sciascia, L'antimonio (it) (1960), est le seul film italien d'après 1945 consacré à la guerre civile espagnole du côté des chemises noires.

## Synopsis
Le film raconte l'amitié entre deux Siciliens, un jeune homme enrôlé parce qu'il n'a pas de travail et un vieux caporal un peu anarchiste, déterminé de déserter pour aller en France. Avant de mourir, le jeune homme comprendra que c'est aussi une guerre fratricide pour les Italiens.

## Fiche technique
- Titre original : Una vita venduta
- Réalisation : Aldo Florio
- Scénario : Aldo Florio, Bruno Di Geronimo, Fulvio Gicca Palli, d'après la nouvelle L'antimonio (it) de Leonardo Sciascia
- Photographie : Franco Delli Colli, Riccardo Pallottini
- Montage :
- Musique : Ennio Morricone
- Costumes : Lina Nerli Taviani
- Pays de production : Italie
- Langue originale : italien
- Format : couleur
- Genre : de guerre
- Durée : 110 minutes
- Dates de sortie :
  - Italie : aout 1976 (Mostra de Venise)

## Distribution
- Enrico Maria Salerno : Luigi Ventura
- Gerardo Amato : Michele Rizzuto
- Rodolfo Bianchi : Lt. Bonelli
- Germano Longo : Major Limentani
- Gabriele Tozzi : Major Milani
- Marino Cenna :
- Toni De Leo :
- Sergio Gibello : Pellicioni
- Daniele Dublino : Federale
- Imma Piro : Miguel Atienza's Sister
- Angela Goodwin : Miguel Atienza's Mother
- Andrea Aureli : Francoist Official
- Marino Masè : Professor Marcelli
- Rik Battaglia :
- Gianfranco Bullo : Coviello
- Salvatore Buono :
- Giuseppe Castellano :
- Anna Demyttenaere :
- Sandro Dori : Informer
- Lorenzo Fineschi :
- Francesca Lionti :
- Morena Musoleni :
- Francesco Pau : Miguel Atienza

## Récompenses
Pour sa performance dans ce film, Gerardo Amato a remporté le Grolla d'oro du meilleur nouvel acteur.